# Quai d'Ivry
Quai d'Ivry je nábřeží v Paříži. Nachází se ve 13. obvodu. Je pojmenováno podle sousedního města Ivry-sur-Seine.

## Poloha
Nábřeží vede po levém břehu řeky Seiny. Začíná na hranici Paříže s městem Ivry-sur-Seine před mostem Amont na křižovatce s Rue Bruneseau, kde proti proudu navazuje Quai Marcel-Boyer a končí u pařížského mostu National na křižovatce s Boulevardem du Général-Jean-Simon, odkud dále pokračuje Quai Panhard-et-Levassor.